# Akhenaton
Akhenaton o Amenhotep IV (també conegut amb el nom hel·lenitzat d'Amenofis IV) va regnar a l'antic Egipte a la primera meitat del segle XIV aC, vers 1350 a 1335 aC.
Com a faraó, Akhenaton és conegut per haver abandonat el politeisme tradicional d'Egipte i introduir l'atenisme, o culte al voltant d'Aten. Les opinions dels egiptòlegs difereixen sobre si l'atenisme s'hauria de considerar com una forma de monoteisme absolut o si es tractava de monolatria, sincretisme o henoteisme. Aquest allunyament de la cultura de la religió tradicional no va ser àmpliament acceptat. Després de la seva mort, els monuments d'Akhenaton van ser desmantellats i amagats, les seves estàtues van ser destruïdes i el seu nom exclòs de les llistes de governants compilades pels faraons posteriors. La pràctica religiosa tradicional es va restablir gradualment, sobretot sota el seu proper successor Tutankamon, que va canviar el seu nom de Tutankhaten a principis del seu regnat. Quan una dotzena d'anys després, els governants sense drets clars de successió de la XVIII Dinastia van fundar una nova dinastia, van desprestigiar Akhenaton i els seus successors immediats i es van referir a Akhenaton com “l'enemic” o “aquell criminal” en els registres d'arxiu.
Akhenaton va estar gairebé perdut per la història fins que a finals del segle xix es va descobrir Amarna, o Akhetaton, la nova capital que va construir per al culte a Aten. A més, el 1907, Edward Rusell Ayrton va desenterrar una mòmia que podria ser d'Akhenaton a la tomba KV55 a la Vall dels Reis. Les proves genètiques han determinat que l'home enterrat a KV55 era el pare de Tutankamon, però des de llavors s'ha posat en dubte la seva identificació com a Akhenaton.

## Biografia
Amenofis IV fou criat pel seu pare Amenofis III i per la seva mare Tiy, qui probablement sentia simpatia pel déu Aton, un dels molts déus egipcis. Els sacerdots del déu principal Amon havien agafat un poder extraordinari i formaven un partit molt important, Tiy va mirar de contraposar la seva influència amb el culte a Aton.
La seva primera dona va ser la reina Nefertiti, que era filla del visir Ay, suposadament germà de la reina mare Tiy. Akhenaton va tenir almenys tres dones més: Merytaten (de nom semblant al de dues filles del faraó, però diferent persona, mare d'una d'elles), Kiya (possible mare de Tutankhamon), i Ankhesenpaaten (possible mare d'Ankhesenpaaten la Jove, després casada amb Tutankhamon).
Junt amb Akhenaton, va regnar un visir a qui alguns historiadors han identificat amb el Josep bíblic del Gènesi, el que explicaria la irrupció del monoteisme a Egipte per influència hebrea. Coincideix, així mateix, amb la prohibició dels sacrificis en els temples, l'expropiació del latifundi durant els set anys de fam subministrant blat a canvi de la propietat, quedant tot el país en mans del faraó, que després arrendaria el terreny a canvi de la cinquena part de la collita.
Va deixar el govern per preocupar-se només dels afers religiosos i la seva nova capital, i això fou aprofitat pel seu visir Ay (que portava el títol de "pare del déu" i era potser gendre del faraó) i el general Horemheb (casat amb Mutnedjmet, filla d'Ay i, per tant, un altre gendre d'Ay).
El dotzè any de regnat es va morir una filla de la parella, Mekytaten. Sembla que Nefertiti es va morir poc després, però d'altres suggereixen que fou apartada i substituïda en el protocol per Merytaten, nomenada "gran esposa reial", que li va donar una filla anomenada Merytatentasherit ('Merytaten la Jove'), que es va casar amb Semenkhare. Aquesta repudiació hauria estat deguda a intrigues de palau promogudes per cortesans.
Durant el seu regnat, Egipte va perdre Canaan, que va passar a mans d'amorreus i hitites. Vegeu: Amorru.
Va morir vers el 1345/1335 aC en el seu 16è any de regnat. El professor Geoffrey Martin va trobar evidències que havia estat enterrat a Akhetaton, almenys inicialment. Després fou segurament traslladat. Una de les teories el suposa enterrat a la tomba KV55 de la vall dels Reis.

## La reforma religiosa
Al començament, el faraó va construir un temple al seu déu Aten, al costat del temple d'Amon a Karnak, però més tard en va prohibir el culte, en va tancar els temples, en va confiscar les rendes, va fer-ne destruir les estàtues i en va profanar els llocs sagrats. Les terres dels temples de Tebes, Memfis i Heliòpolis van revertir a la corona.
Uns cinc anys després de ser coronat, es va canviar el nom d'Amenhotep, que significa "Amon està satisfet", pel d'Ekhn Aton (Akhenaton), que significa "Agrada a Aten" o "Està al servei d'Aten", i va intentar promoure una reforma religiosa al voltant del nou culte monoteista, l'atenisme, entorn d'un Déu-Sol anomenat Aten que se simbolitza amb un gran disc solar, els rajos del qual acaben en mans. D'aquesta manera, s'oposava al poder de la classe sacerdotal que afavoria el culte a Amon. Nefertiti fou reanomenada Neferneferuaton ("Bonica és la bellesa d'Aten").
Va erigir la ciutat d'Akhetaton, que significa "L'horitzó d'Aten" (actualment a Tell al-Amarna), consagrada al déu Aten, on es va retirar per adorar el seu déu. Va fer construir temples amb grans patis, ja que el culte solar calia fer-lo a l'aire lliure.

## Representacions
Amb el canvi de religió, Akhenaton, va promoure també un canvi en els usos artístics, motiu pel qual les representacions humanes es fan molt més realistes i s'abandonen les convencions emprades fins aleshores (i després).
Mentre que Ra es mostrava en moltes formes diferents, Aton es mostrava com un disc des del que es desprenien raigs terminats en mans que aguantaven l'Ankh.
Una de les imatges que es conserven d'Akhenaton i la seva família els representa duent ofrenes a Aton. Aquest déu apareix en forma de disc, junt amb la serp i el símbol de la vida, envoltat de braços en disposició radial, per recollir les ofrenes, a canvi de llum i vida.

## Himne a Aton
En algunes tombes dels funcionaris d'Akhenaton, particularment en la d'Ay, s'han trobat fragments de l'Himne a Aton en què el mateix faraó expressà els conceptes de la nova religió; és sorprenent la seva semblança amb el salm 104:22 de la Bíblia.
| « | A l'alba, quant surts brillant en l'horitzó com Aton diürn, escapes a l'obscuritat, dónes els raigs, i les Dues Terres estan en celebracions. Cadascú es desperta i s'alça sobre els seus peus, perquè Tu l'has aixecat. Purifiquen els seus cossos, es vesteixen de gala, els seus braços lloen la teva aparició i el país sencer realitza els seus treballs. Tots els ramats estan satisfets en les pastures. Els arbres i les plantes reverdeixen. Els ocells volen; estenen les ales en els seus nius i així lloen el teu Ka. Tot el bestiar s'aixeca sobre les seves potes. Els qui volen i tots els qui estan seguts, viuen quan Tu surts per ells. Els vaixells naveguen riu avall i riu amunt, i igualment tots els camins estan oberts quan Tu apareixes. Els peixos, en la ribera, salten davant el teu semblant, quan els teus raigs penetren en l'interior de les aigües. | » |

## Llinatges familiars

### Progenitors
Fou fill d'Amenhotep III i de la reina Tiy, que posseïa el càrrec de gran esposa reial. Les relacions familiars de la reina mare d'Akhenaton van ser conegudes gràcies a la descoberta de la tomba, gairebé intacta, dels seus pares, els nobles Yuya i Tiyu. Aquest descobriment fou considerat el més important en termes arqueològics fins a la troballa de la tomba de Tuntankhamon. Se sap que els familiars de la reina Tiy eren originaris de la ciutat d'Ajmin. Akhenaton succeí el seu pare després de la prematura mort del príncep Thutmose, successor per ordre de primogenitura, pràcticament alhora que la d'Amenhotep III. De fet, no figura com a hereu en cap document ni monument de l'època del seu pare. Tanmateix, en l'actualitat, diferents egiptòlegs han arribat al consens que el jove príncep Amenhotep fou ascendit a corregent del faraó Amenhotep III en els anys finals del seu regnat. Més encara, es presumeix que la localització de la residència del corregent era a la ciutat de Tebes (palau de Malqata), on en els seus primers anys va contribuir a la construcció de diversos temples.

### Família

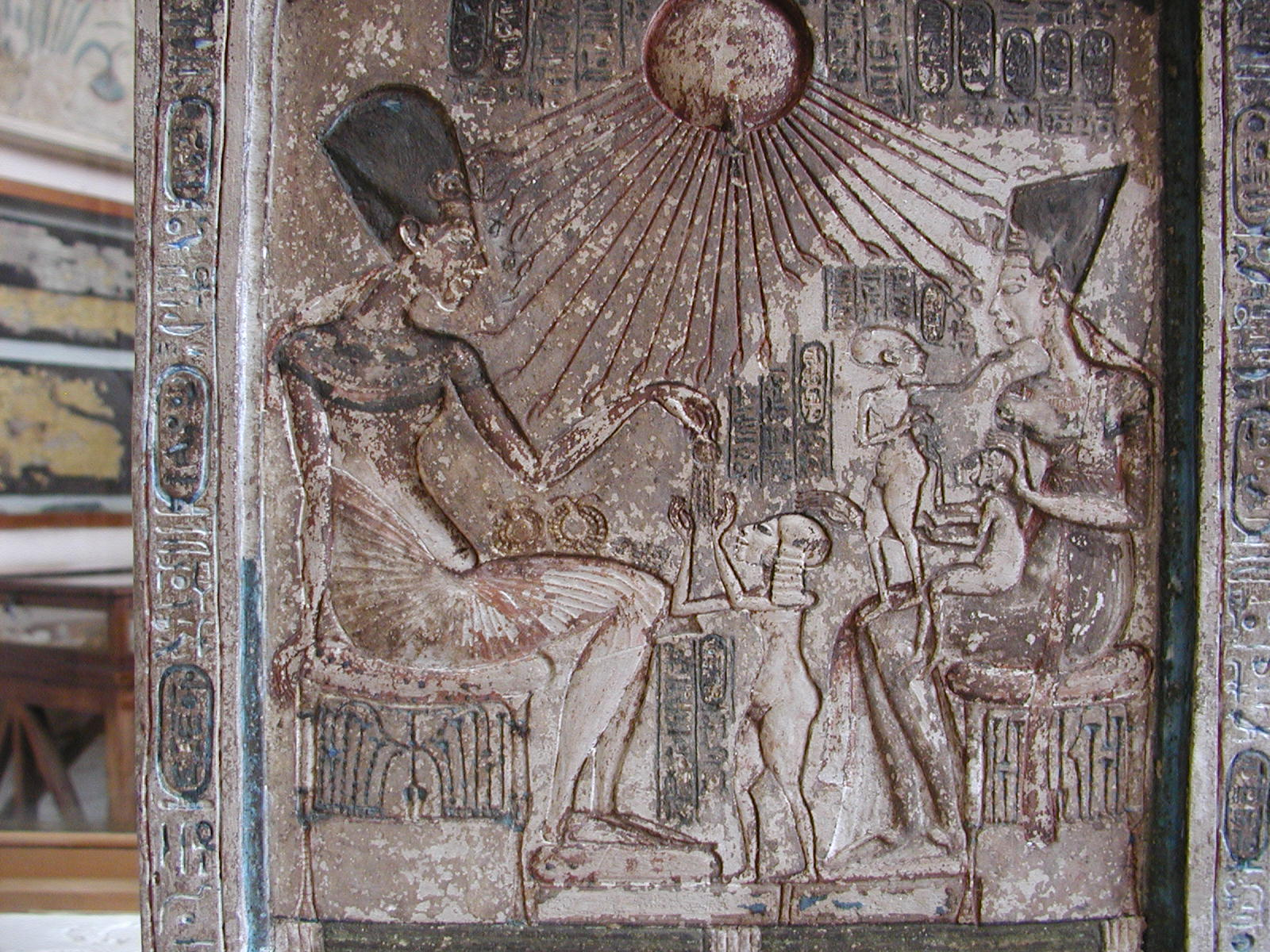
Altar per a l'adoració familiar o individual d'Aton i la família reial. Baix relleu de la família reial sota els rajos donadors de vida de l'únic déu: Aton. Museu Egipci del Caire

El títol de gran esposa reial o Ta hemet nesu fou posseït per Nefertiti, que tenia una gran bellesa, i possiblement tenia uns grans dots, car amb ella la figura de la gran esposa reial arribà a quotes mai vistes. Cal mencionar que no existeixen registres d'un faraó regnant i la seva principal esposa, tots dos portant cartutxos reials. Una teoria sosté que arribà a ser corregent juntament amb el seu marit amb el nom de Neferneferuaton. Àdhuc es pensa que, a la mort del seu marit, es convertí en reina faraona durant un curt període amb el nom de Semenejkara.
Les dades que es tenen avui dia possibiliten tenir un adequat coneixement de la bella Nefertiti, filla d'un noble molt arrelat a la cort i que jugaria un paper de primer ordre en els anys següents de finals de la dinastia, Ay. És sabut també que Nefertiti era filla del noble Ay i la seva primera esposa, que es creu que es va morir prematurament deixant la nena Nefertiti òrfena amb pocs anys. També es pot afirmar que, amb posterioritat, Ay tornà a casar-se amb una nova dona, amb qui va tenir una altra nena: Mutnedymet. Aquesta germanastra de Nefertiti arribaria a ser consort d'un nou faraó que trencaria la connexió amb la línia sanguínia de la dinastia XVIII: Horemheb.
Nefertiti acompanyà el faraó Akhenaton en totes les obres que aquest va emprendre, ja que se la pot veure representada no sols en les commemoracions religioses al voltant del nou déu Aton, sinó també en múltiples cerimònies, en rebudes per ambaixadors estrangers, funerals i fins i tot en les esteles fundacionals de la nova capital Akhetaton. Malauradament, no va poder dotar de plançons masculins el tron, i atès que la successió era per línia sanguínia masculina (igual com li va passar a Hatxepsut en temps immediatament anteriors), el destí de les seves filles seria casar-se amb el pretendent masculí al tron, sigui del mateix llinatge sanguini (com va ser molt probablement Tutankhamon) o un usurpador proper (Ay).
Finalment, les hipòtesis apunten que el decés de Nefertiti va ocórrer molt probablement abans del del seu espòs, cosa que implicà que Akhenatón es casés amb una de les seves filles per ocupar el lloc de gran esposa reial. El que encara es discuteix a nivell acadèmic és si la relació era purament cerimonial o existí algun tipus de relació incestuosa.
També va destacar la figura de Kiya, mencionada com "l'amada esposa", esposa secundària d'Akhenaton, que molt probablement va guanyar rellevància per dotar d'un fill baró el rei, el príncep Tut-ankh-Aton, el futur Tut-ankh-Amon (Tutankhamon), car en l'actualitat sabem que Nefertiti únicament va tenir filles del rei.
Com era costum en els reis de la dinastia XVIII, heretà del seu pare Amenhotep III l'harem reial, que incloïa la princesa Mitànnia Taduhepa, fruit d'un tractat diplomàtic, enviada per enfortir encara més les relacions entre Egipte i Mitanni durant el regnat del seu pare Amenhotep III.
Akhenaton va tenir una nombrosa prole de la seva unió amb Nefertiti i la resta de les seves esposes, pràcticament totes nenes. A continuació, es relacionen llurs noms:

#### Filles nascudes de Nefertiti
- Meriaton: durant els anys 1-2. Fou gran esposa reial d'Akhenaton i de Semenekara.
- Meketaton: durant els anys 2-3. Va morir l'any 14.
- Ankhesenpaaton: durant els anys 4-5. Fou gran esposa reial d'Akhenaton i de Tutankhamon.
- Neferneferuaton-Tasherit: durant els anys 7-8. Va morir entre els anys 14 i el 17.
- Neferneferura: durant els anys 8-10. Morí entre els anys 12 i 17.
- Setepenra: durant els anys 10-12. Morí entre els anys 12 i 17.

#### Filles nascudes de Meritaton
- Meritaton-Tasherit: durant els anys 14-17. Va morir en aquestes dates.

#### Filles nascudes d'Ankhesenpaaton
- Ankhesenpaaton-Tasherit: durant els anys 14-17. Va morir en aquestes dates.

#### Fill nascut d'una filla no identificada[19]
- Tut-ankh-Amon (Tutankhamon): posterior faraó d'Egipte.

#### Filla nascuda de Kiya
- Kiya-Tasherit.